# Salobreña

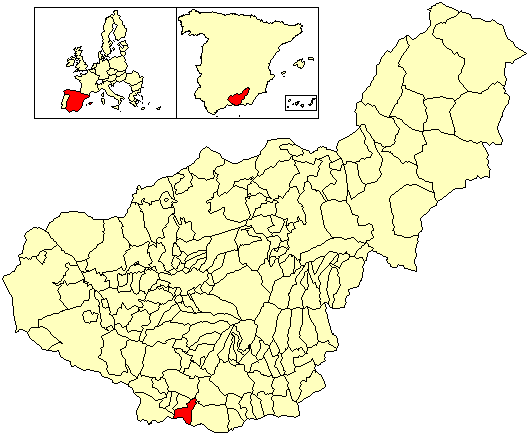
Salobreña

Salobreña este un municipiu din Spania, situat în provincia Granada din comunitatea autonomă Andaluzia. Are o populație de 12.684 de locuitori.